# 雄気堂々
『雄気堂々』（ゆうきどうどう）は、城山三郎の歴史小説、またそれを原作としたテレビドラマ。
明治時代に実業家として成功を収めた渋沢栄一の半生を描いた作品。栄一と妻との婚礼の場面から物語が始まり、42歳の時に妻と死別するまでの紆余曲折が描かれている。もともと、『毎日新聞』紙上で1971年1月1日から同年12月23日まで連載されたもので、連載当時は『寒灯』というタイトルだったが、単行本化にあたり改題された。
タイトルの『雄気堂々』とは栄一が好んだ「雄気堂々、斗牛を貫く」という詩から採られたものである。

## あらすじ
安政5年（1858年）冬、武蔵国榛沢郡血洗島村では渋沢栄一と千代の婚礼が行われる中、行方知れずとなっていた千代の兄・尾高長七郎が現れる。長七郎は攘夷活動家として名を馳せており、栄一をはじめ村の若者達は夜通し盛り上がるのだった。やがて攘夷思想に傾倒した栄一は従兄の渋沢喜作、長七郎の兄弟の尾高新五郎、尾高平九郎と共に高崎城の武器・弾薬を奪った後に横浜にある異人館を焼き打ちし、幕府に攘夷の決行を促す計画を立てる。が、決行の日に彼らの前に長七郎が現れ焼き打ちを中止するように説得されたため、計画は頓挫する。
計画中止後、栄一は平岡円四郎との奇縁から一橋慶喜に仕官することになり、慶喜の弟・徳川昭武の随員としてフランスのパリで開催された万国博覧会に出席するため日本を離れる。欧州の地で大政奉還を迎え、日本へと帰国した栄一は動乱の最中に、長七郎が病死したこと、平九郎が飯能の戦いで戦死したこと、喜作が函館へと渡り戦争の渦中にいること、このほか多くの知人が亡くなったことを知り無常観を抱く。
栄一は新政府に仕官する考えはなく、主君の慶喜に付き従い静岡で新たな生活を始めるが、大隈重信の勧誘を受けて大蔵省へ入省することになり新しい国づくりのために奔走する。やがて薩長土肥で構成される藩閥との対立から新政府から下野をすることを決めると、それまで抱いていた夢であった合体組織（株式会社）を設立するための活動を始める。栄一は日本の経済界で活躍を続ける中、明治15年（1882年）に妻の千代が病死する場面で物語を終える。

## テレビドラマ
城山三郎の小説『雄気堂々』を原作に、NHKの時代劇ドラマスペシャル『雄気堂々 若き日の渋沢栄一』として1982年（昭和57年）1月3日に放送された。栄一の青年時代を中心に脚色した内容となっており、尊皇攘夷思想に基づいて行動する姿だけでなく、内に秘めた農民としての強かな気質を描いた。あるいは農民が政治に目覚めた姿を中心に、立身出世物のような痛快さは欠けるものの明治維新をまじめに見つめた作品と評されている。

### スタッフ
- 脚本 - 岩間芳樹
- 音楽 - 山本直純
- 制作 - 勅使河原平八
- 演出 - 重光亨彦

### キャスト
出典
- 渋沢栄一 - 滝田栄
- 渋沢喜作 - 柴俊夫
- 渋沢千代 - 檀ふみ
- 真田ゆふ - 田中裕子
- 尾高平九郎（尾高兄弟の末弟） - 田中健
- 尾高新五郎 - 竜崎勝
- 小腰平助 - 岡本信人
- 真田範之助 - 地井武男
- 尾高長七郎（尾高兄弟の次兄） - 藤岡弘

- 徳川慶喜 - 細川俊之
- 平岡円四郎 - 児玉清
- 渋沢宗助（栄一の伯父） - 中村伸郎
- 大隈重信 - 三上真一郎
- 尾高勝五郎（尾高兄弟の父） - 鈴木瑞穂
- 渋沢市郎右衛門（栄一の父） - 加藤嘉
- 渋沢えい（栄一の母） - 藤村志保

- 市川夏江
- 尾高やへ（尾高兄弟の母） - 松下砂稚子
- 武内文平
- 原市之進 - 森塚敏
- 谷津勲
- 深水真紀子
- 若宮隆二
- 黒川嘉兵衛 - 津嘉山正種
- 関川慎二
- 平野稔
- 中村武巳
- 飯田テル子
- 近松敏夫
- 堀川和栄
- 根本和史
- 佐藤知多子
- 渋沢うた（栄一と千代の娘） - 荻田晴美
- 8代目都家歌六
- 森とし

## 書誌情報
- 城山三郎『雄気堂々』新潮社、1972年。
  - 城山三郎『雄気堂々』新潮社〈新潮文庫〉、1976年。
  - 城山三郎『雄気堂々』 上巻（40刷改版）、新潮社〈新潮文庫〉、2003年8月。ISBN 4-10-113303-4。
  - 城山三郎『雄気堂々』 下巻（40刷改版）、新潮社〈新潮文庫〉、2003年8月。ISBN 4-10-113304-2。
- 『城山三郎全集』 第5巻、新潮社、1980年6月。
- 『日本歴史文学館』 32巻、講談社、1986年10月。ISBN 4-06-193032-X。
- 城山三郎『城山三郎伝記文学選』 3巻、岩波書店、1999年2月。ISBN 4-00-092243-2。